# Taegeuk
Taegeuk (en hangul, 태극; en hanja, 太極; pronunciado tʰɛgɯk̚) es un término coreano que significa "último supremo", aunque también puede traducirse como "gran polaridad / dualidad". El término y su concepto general están relacionados con el Taiji chino (Wade-Giles: T'ai-chi). El símbolo fue elegido para el diseño de la bandera nacional coreana en la década de 1880. Sustituye el esquema de colores blanco y negro que suele verse en la mayoría de las ilustraciones de taijitu por el azul y el rojo, respectivamente, junto con un separador horizontal, en lugar de vertical.
Los surcoreanos suelen referirse a su bandera nacional como taegeuk-gi (태극기), donde gi (기) significa "bandera" o "estandarte". Este color particular del símbolo taegeuk se asocia típicamente con las tradiciones coreanas y representa el equilibrio en el universo; la mitad roja representa las fuerzas cósmicas positivas, y la mitad azul representa las fuerzas cósmicas negativas complementarias u opuestas. También se utiliza en el chamanismo coreano, el confucianismo, el taoísmo y el budismo.

## Historia
El diagrama taegeuk ha existido durante la mayor parte de la historia escrita de Corea. Los orígenes del diseño entrelazado-sinusoide en Corea se remontan a épocas tan antiguas como los periodos Goguryeo o Silla, por ejemplo, en la decoración de una espada, fechada en el siglo V o VI, recuperada de la tumba de Michu de Silla, o un artefacto con el patrón taegeuk de una antigüedad similar hallado en las tumbas Bogam-ri de Baekje, en Naju, provincia de Jeolla del Sur, en 2008. En el recinto de Gameunsa, un templo construido en el año 628 d. C. durante el reinado del rey Jinpyeong de Silla, hay un objeto de piedra, quizá los cimientos de una pagoda, tallado con el diseño taegeuk.
En Gojoseon, el antiguo reino de Joseon, el diseño se usaba para expresar el deseo de armonía entre yin y yang. Es probable que esto se debiera a la temprana introducción de la antigua cultura china en Gojoseon, especialmente durante los inicios de la dinastía Zhou.
En la actualidad, el taegeuk suele asociarse a la tradición coreana y representa el equilibrio en el universo (el rojo es 양, yang, ‘fuerzas cósmicas positivas’, y el azul es 음, yin, ‘fuerzas cósmicas negativas’). Entre sus muchas connotaciones religiosas (confucianismo coreano; taoísmo coreano; budismo coreano), el taegeuk también está presente en el chamanismo coreano.

## Bandera surcoreana

La bandera de Corea del Sur, también conocida como rr (태극기), tiene un rr azul y rojo en el centro.

El símbolo taegeuk ocupa un lugar destacado en el centro de la bandera nacional de Corea del Sur, llamada Taegeuk-gi, literalmente "bandera del taegeuk" (junto con cuatro de los ocho trigramas utilizados en adivinación). Debido a su asociación con la bandera nacional, el taegeuk se utiliza a menudo como símbolo patriótico, al igual que los colores rojo, azul y negro.
Aunque el uso del taegeuk y los trigramas se remonta a los primeros periodos de la historia coreana, su historia se remonta incluso a tiempos más antiguos en China.
El taegeuk es un icono confuciano que simboliza el equilibrio cósmico y representa la interacción constante entre el yin y el yang, también conocidos como eum/yang (en hangul, 음양; en hanja, 陰陽). El símbolo taegeuk utilizado en la bandera tiene su origen en el clásico confuciano chino conocido como El Libro de los Cambios (también conocido como I Ching o Yijing), un libro desarrollado para su uso en adivinación.
Los cuatro trigramas también tienen su origen en el I Ching; cada uno de estos trigramas representa virtudes confucianas específicas, elementos cósmicos o roles familiares, además de estaciones, direcciones de brújula, etc.
- El trigrama 건, geon (☰) representa el cielo, el verano, el sur, el padre y la justicia.
- El trigrama 곤, gon (☷) representa la tierra (suelo), el invierno, el norte, la madre y la vitalidad.
- El trigrama 감, gam (☵) representa la luna, el otoño, el oeste, el 2º hijo (o el del medio) y la sabiduría.
- El trigrama 리, ri (☲) representa el sol, la primavera, el este, la 2ª hija (o la del medio) y la realización.

Los cuatro trigramas se mueven en un supuesto ciclo sin fin, de "geon" a "ri" a "gon" a "gam" y de nuevo a "geon", en pos de la perfección.
El fondo blanco simboliza la homogeneidad, integridad y pureza del pueblo coreano. Durante miles de años, los coreanos vistieron casi exclusivamente ropas blancas. De ahí surgió el apodo de "pueblo vestido de blanco" para los coreanos. Por ello, el color blanco a menudo se considera asociado al pueblo coreano.

## Versiones

### Taegeuktricolor

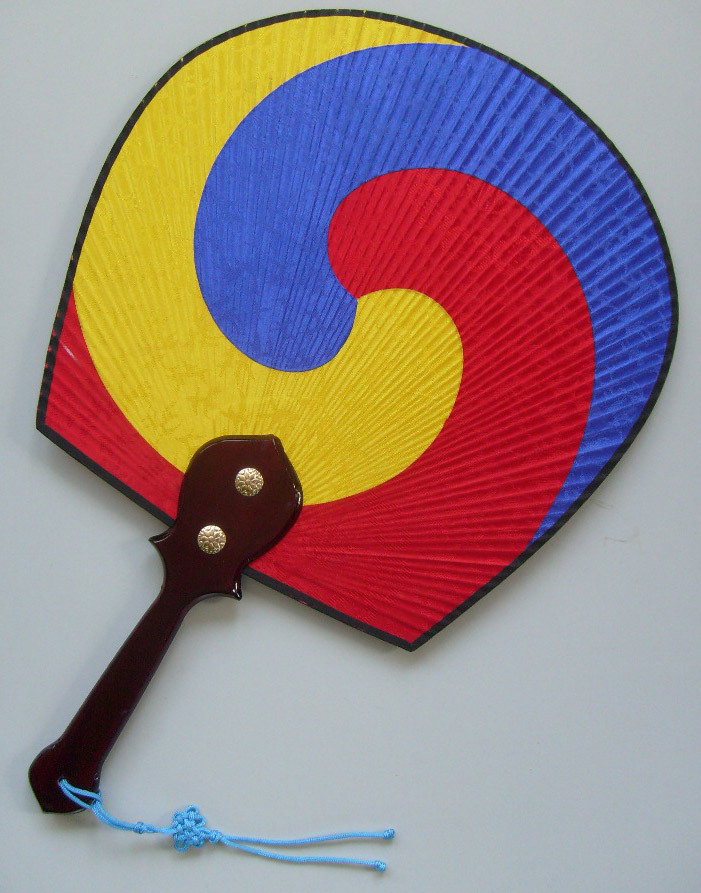
Abanico de mano con diseño rr tricolor

Una variante en Corea del Sur es el taegeuk tricolor (sam-saeg-ui tae-geuk 삼색의 태극 o sam-tae-geuk 삼태극), que añade un lado amarillo o pa (파, 巴). Se considera que la parte amarilla representa a la humanidad, además del rojo y el azul que representan la tierra y el cielo, respectivamente.
Una interpretación del taegeuk tricolor también apareció en el logotipo oficial de los Juegos Olímpicos de Verano de 1988, acompañado de los cinco aros olímpicos.

### Símbolo de los Juegos Paralímpicos

El primer símbolo paralímpico (1988-1994) utilizó cinco rr

El primer logotipo paralímpico creado para los Juegos Paralímpicos de Verano de 1988 en Seúl se inspiró en los componentes espirales o sinusoides encontrados tradicionalmente en el pa del símbolo taegeuk. En marzo de 1992, el símbolo paralímpico se cambió por una versión que utilizaba sólo tres pa. Esta versión no se adoptó del todo hasta después de los Juegos Paralímpicos de Invierno de 1994 en Lillehammer (Noruega), ya que el Comité Organizador Paralímpico de Lillehammer ya había iniciado entonces un programa de comercialización basado en la versión de cinco pa. La versión de tres pa se mantuvo desde la clausura de los Juegos de Lillehammer hasta los Juegos Paralímpicos de Verano de 2004 en Atenas, Grecia. El símbolo paralímpico actual ha transformado el pa en forma de lágrima en algo más parecido a un swoosh, pero sigue empleando tres de esas franjas de color, una roja, una azul y una verde.

### Miss Mundo Asia Pacífico
El logotipo del concurso de belleza Miss Mundo Asia Pacífico, que comenzó en Seúl (Corea del Sur) en 2011, es otro ejemplo del símbolo tricolor taegeuk.

## Galería

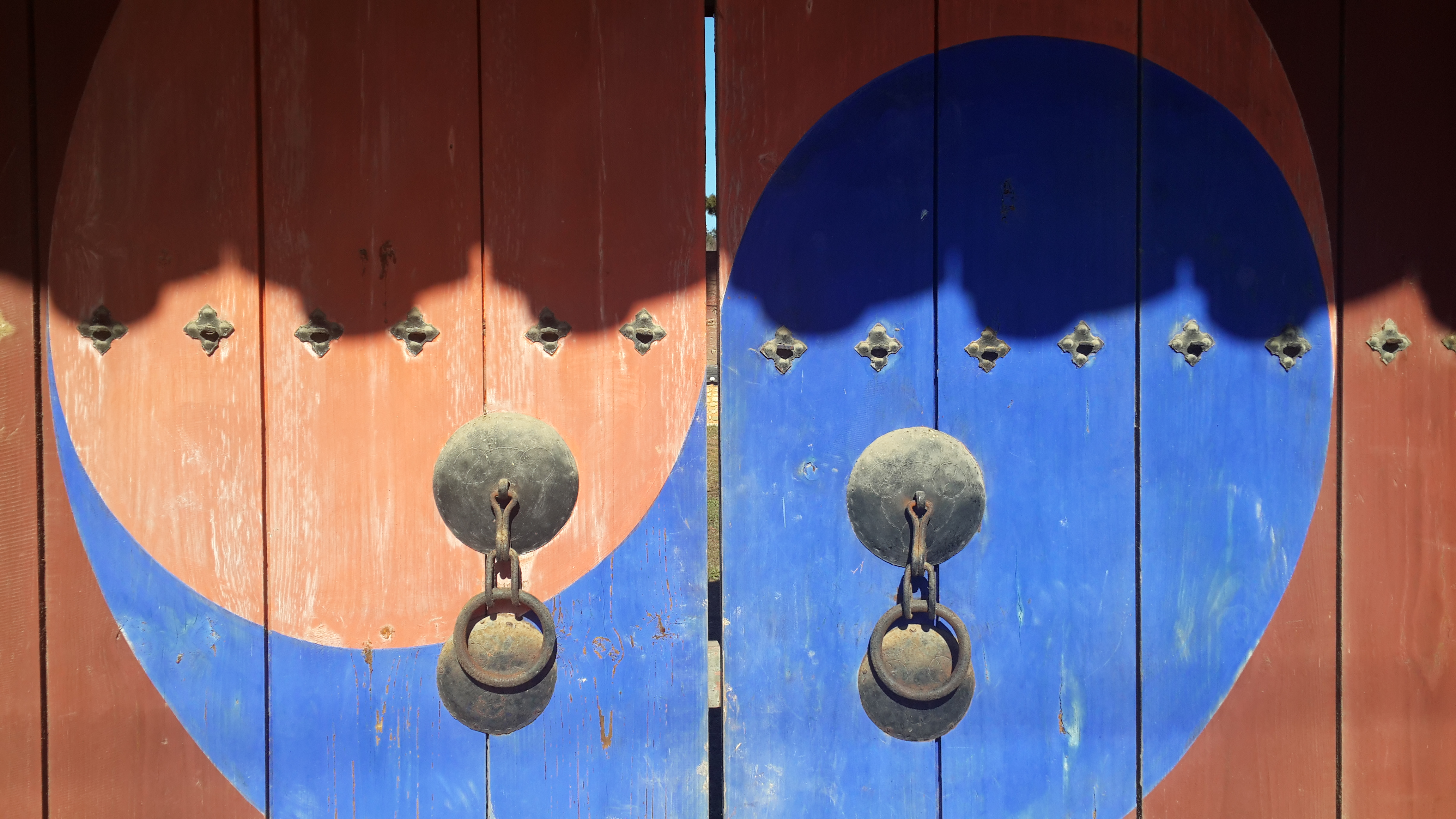
Motivo taegeuk pintado en la puerta de una casa de Naju
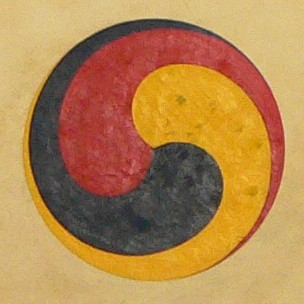
Taegeuk tricolor en un tambor buk
Taegeuk tricolor rodeado de pa kua